# Hemiteles albipalpis
Hemiteles albipalpis är en stekelart som beskrevs av Carl Gustav Alexander Brischke 1888. Hemiteles albipalpis ingår i släktet Hemiteles och familjen brokparasitsteklar. Inga underarter finns listade i Catalogue of Life.